# Rafael Baca
Rafael Baca, né le 11 septembre 1989 à Tuxpan (Michoacán), est un footballeur mexicain jouant au poste de milieu de terrain au Monterey Bay FC en USL Championship.

## Biographie
Le 27 juillet 2023, Rafael Baca s'engage au Monterey Bay FC, formation de USL Championship, après dix saisons couronnées de succès avec Cruz Azul,.

## Palmarès
Earthquakes de San José
- Vainqueur du Supporters' Shield en 2012

 Cruz Azul
- Vainqueur de la Leagues Cup en 2019
- Vainqueur de la Supercoupe des coupes du Mexique en 2019
- Champion du Mexique en Clausura 2021
- Vainqueur de la Supercoupe du Mexique en 2021 et 2022
- Vainqueur de la Supercoupe de la Liga MX en 2022
- Vice-champion du Mexique en Apertura 2018
- Finaliste de la Campeones Cup en 2021